# Enevold Brandt
Pour les articles homonymes, voir Brandt.
 (février 2017).
Si vous disposez d'ouvrages ou d'articles de référence ou si vous connaissez des sites web de qualité traitant du thème abordé ici, merci de compléter l'article en donnant les références utiles à sa vérifiabilité et en les liant à la section « Notes et références ».
Enevold Brandt (7 septembre 1738-28 avril 1772) est un aristocrate et courtisan danois du XVIIIe siècle. Nommé comte par Struensee, le médecin du roi Christian VII qui fut l'amant de la reine et détint le pouvoir effectif de 1770 à 1772, il fut arrêté, condamné et décapité en même temps que son protecteur.

## Enfance, études et débuts à la Cour
Petit-fils du surintendant des finances (overrentemester, 1644-1701) Peter Brandt et frère de Christian Brandt (1735-1805), président de la chancellerie, Enevold Brandt naquit à Copenhague. Il fut éduqué par des précepteurs privés et étudia le droit à l'université de la capitale danoise. Il n'avait que 17 ans lorsqu'il fut nommé page de la cour (hofjunker). Il poursuivit ses études à l'académie de Sorø, où il passa son examen en septembre 1756, en obtenant une mention honorable.
Il sembla vouloir embrasser une carrière administrative : assesseur auditeur (assessor auscultans) auprès de la Cour suprême (Højesteret) à partir de 1759, il y passa au rang d'assesseur en 1764. En 1760, il fut nommé chambellan (kammerjunker) et, progressivement, s'orienta vers une carrière de courtisan plutôt que de juriste. Le 29 janvier 1766, Brandt fut reçu dans la loge maçonnique de "Saint-Martin de l'Étoile polaire" (St. Martin zum Nordstern).

## Disgrâce et retour en grâce
Toutefois, il se prit de querelle avec le comte Holck, favori du roi Christian VII, et, ayant eu l'audace d'adresser au monarque, le 2 mai 1768, une lettre où il dénigrait son rival tout en faisant son propre éloge, il reçut pour toute réponse un ordre lui intimant de quitter Copenhague sous 24 heures et le royaume dans les huit jours, avec interdiction de jamais y reparaître. De 1768 à 1770, il séjourna en France et rendit notamment visite à Voltaire.
Durant l'étape parisienne du périple européen que le roi entama le 6 mai 1768, Brandt tenta de l'approcher pour obtenir son retour en grâce mais Holck fit échouer sa tentative. En juillet 1769, il fut cependant nommé grand chambellan (kammerherre) et, peu après, intégra les cercles du gouvernement royal.
Auparavant déjà, il avait fait la connaissance du médecin personnel de Christian VII, l'Allemand Johann Friedrich Struensee, lequel, cherchant à asseoir l'ascendant qu'il exerçait sur le souverain, pensa que Brandt pourrait être utile à ce dessein. Aussi le présenta-t-il au roi alors que la cour séjournait à Gottorf (Gottorp en danois), dans le duché de Schleswig, en 1770.
En la circonstance, le comte Holck aurait témoigné d'un très grand embarras, désarçonné qu'il était par la réapparition aussi soudaine de son détracteur ; sa frayeur fut si manifeste que Brandt s'exclama : « Monsieur le comte, je pense, a peur des spectres ! », à quoi il lui rétorqua : « Pas le moins du monde, mais j'ai horreur des revenants ! » Les craintes du favori étaient fondées : de ce moment, il fut tenu à l'écart, cependant que le « revenant », profitant de l'ascension que Struensee connut dans les temps qui suivirent, en vint à occuper le premier rang dans l'entourage du roi et à obtenir l'éviction de son rival.

## Garde-malade du roi pour le compte de Struensee
Outre la mission de suivre en permanence le roi, déjà atteint de démence, Brandt obtint la responsabilité d'administrer le Théâtre de la cour et Théâtre royal, avec le titre de "directeur des spectacles", reçut la charge de prendre soin de la collection de tableaux et du cabinet d'art du roi et, en novembre 1771, fut nommé "grand maître de la garde-robe", fonction qui lui donnait le contrôle de tous les serviteurs liés au service de la personne du roi. Le 29 janvier 1771, il fut l'un des premiers récipiendaires de l'ordre de Mathilde, créé à l'occasion de l'anniversaire du roi, et le 30 septembre 1771, il était élevé au rang de baron fieffé (lensgreve), en même temps que Struensee.
Personnage assez falot, Enevold Brandt ne méritait ni le succès qu'il connut un temps, ni le sort ignominieux qui fut finalement le sien L'homme était laid mais semble avoir eu une certaine aisance à évoluer dans le beau monde. S'il était exempt de vices caractérisés, l'impression qu'il faisait ne laissait pas de rebuter, de par la frivolité qui caractérisait sa démarche et la servilité avec laquelle il accepta que Struensee lui confiât la mission de surveiller le roi, désireux qu'il était d'obtenir une situation brillante aux yeux du monde.
Une grande part de responsabilité lui incombe dans l'atmosphère frondeuse qui régna à la cour danoise à l'époque de Struensee. Il fut impliqué dans l'offense pleine d'impudence qui fut faite au demi-frère du roi, le prince héréditaire Frédéric, évincé, au théâtre, de la loge royale. De même, il est scandaleux qu'il se soit fait verser pas moins de 60 000 rixdales de la cassette royale. Le grief le plus important qu'on peut lui adresser réside toutefois dans la désinvolture avec laquelle il traita le roi. Lui tenir compagnie était certes une mission peu enviable, mais il lui devait formellement le respect. Or, les rapports entre les deux hommes ne tardèrent pas à s'envenimer.
Un jour, au cours d'un banquet, le roi lui envoya un citron à la figure. Après le repas, Brandt le suivit dans ses appartements et eut le front d'exiger des excuses. Le souverain refusa et une bagarre s'ensuivit, au cours de laquelle Brandt mordit le roi au doigt. La rixe ne prit fin qu'avec l'intervention des laquais, qui séparèrent les adversaires. Struensee ne prit aucune sanction après cet incident. Le comte Brandt continua à chaperonner Christian, qui conçut à son égard des sentiments de haine mêlée de crainte.
Le comportement de Brandt était d'autant plus inexcusable qu'il ne procédait pas d'un mouvement d'humeur mais était prémédité et convenu avec Struensee, qui le concevait comme une sorte de punition.

## Les dissensions avec Struensee
S'il est fort tentant de voir les comtes Brandt et Struensee comme un duo de conspirateurs, les rapports qu'ils entretenaient étaient par trop fondés sur l'égoïsme pour pouvoir rester durablement cordiaux. Dans une lettre qu'il adressa au médecin du roi à l'automne 1771, le maître des spectacles se plaint amèrement du rôle dégradant qu'il l'obligeait à tenir et lui assène des vérités fort dérangeantes sur l'arbitraire et le despotisme de son gouvernement. Dans cette missive, il pousse l'indélicatesse - et la bêtise - jusqu'à laisser entendre qu'il serait fort aise que Struensee lui octroie le comté de Rantzau, dans le Holstein.

## L'arrestation et le jugement
Selon toute vraisemblance, il avait d'ailleurs l'intention de s'associer aux complots tramés pour renverser Struensee. Les événements devaient cependant prendre une tournure tout à fait différente en ce qui le concerne, puisqu'il se retrouva, aux côtés de son mentor, parmi les cibles de la conjuration qui, dans la nuit du 16 au 17 janvier 1772, aboutit à leur arrestation. Dans les geôles de la citadelle de Copenhague, il conserva son insouciance naturelle et ne semble pas avoir soupçonné les périls que faisaient peser sur sa tête les accusations portées contre lui, qui étaient d'avoir molesté le roi à plusieurs reprises. Tout comme Struensee, il fut reconnu coupable du crime de lèse-majesté et condamné à mort, le 25 avril 1772. L'arrêt était si disproportionné par rapport aux faits imputés que certains des juges eux-mêmes s'indignèrent que le Conseil d'État ou le roi ne l'eussent pas réformé. La haine que le souverain vouait personnellement à Brandt explique peut-être qu'il s'abstint de commuer sa peine, ainsi qu'il l'espéra jusqu'au dernier moment.

## L'exécution avec Struensee
Faible et influençable comme il l'était, Brandt se prêta de bonne grâce aux efforts que Jørgen Hee, le pasteur de Holmen, le quartier de l'arsenal de Copenhague, déploya pour le ramener à la religion lors des nombreuses visites qu'il lui rendit dans sa cellule.
Après que la sentence capitale eut été prononcée à son encontre, le 25 avril 1772, c'est en chrétien repenti que Brandt, le 28 du même mois, monta, en compagnie de Struensee, sur le haut échafaud dressé dans le « pré communal de l'Est » (Østerfælled), à l'emplacement de l'actuel « parc du pré communal » (Fælledpark) de Copenhague. Aux termes de l'arrêt barbare qui avait été rendu sur la base de la loi royale, les deux condamnés devaient subir le même châtiment.
C'est Brandt qui fut exécuté en premier: ses armoiries furent fracassées, il eut la main droite tranchée et fut décapité, non sans avoir invoqué l'intercession du sang de Jésus. Les cadavres des suppliciés furent débités en quatre parties; leurs dépouilles, descendues de l'échafaud à l'aide de cordages, furent déposées dans une charrette à ridelles et transportées dans le "« pré communal de l'Ouest » (Vesterfælled), où les têtes et les mains furent fichées sur des piques et les morceaux de corps attachés sur des roues placées au sommet de poteaux.
Les restes des condamnés restèrent ainsi exposés à la vue du public durant des années, réduits à l'état d'ossements. On ignore où ils furent enterrés par la suite. En 1895, des fouilles menées dans l'Enghavevej mirent au jour deux squelettes dont les crânes, désolidarisés du restant du corps, étaient placés entre les jambes, cependant qu'il manquait une incisive à l'un d'entre eux; or l'on sait qu'une dent avait été arraché à celui de Struensee. On supputa par conséquent qu'il pouvait s'agir des dépouilles de Struensee et de Brandt. Par la suite, les ossements furent ensevelis dans le cimetière de l'Ouest (Vestre Kirkegård) de la capitale danoise. Dans les années 1920, les cercueils auraient été placés dans la crypte située sous l'église Saint-Pierre, celle de la communauté allemande de la Copenhague Saint-Pierre. Selon les responsables du sanctuaire, ils ne reposeraient cependant pas dans cette chapelle funéraire mais auraient été ensevelis dans le sol. Des investigations plus poussées n'ont pas été réalisées pour déterminer si ces restes étaient bien ceux des deux comtes.

## Le récit de la conversion
Enevold Brandt, qui ne s'était jamais marié, ne laissa aucun descendant. Il n'en connut pas moins une certaine notoriété auprès de la postérité grâce à son aumônier, le pasteur Hee qui, sitôt le comte exécuté, fit paraître une relation de sa conversion supposée, sous le titre de Rapport authentique sur le comportement et les pensées en sa prison d'Enevold Brandt, condamné à mort exécuté. Sans atteindre tout à fait la notoriété de celui que l'aumônier Münter consacra à l'hypothétique résipiscence de Struensee avant son exécution, cet opuscule fut traduit en plusieurs langues et longtemps utilisé dans les milieux dévots pour combattre les idéaux des Lumières.